# راسل هوپتون
راسل هوپتون (انگلیسی: Russell Hopton; ۱۸ فوریهٔ ۱۹۰۰ – ۷ آوریل ۱۹۴۵) بازیگر اهل ایالات متحده آمریکا بود.
از فیلم‌ها یا برنامه‌های تلویزیونی که وی در آن نقش داشته‌است می‌توان به ارواسمیت، دلفریب، مین و بیل، مأموران افبیآی، پست هوایی، پزشکان، و روزهای بهشتی اشاره کرد.